# Chrisitne Gast
Chrisitne Gast (ur. 30 kwietnia 1972) – niemiecka lekkoatletka, która specjalizowała się w rzucie oszczepem.
W 1991 roku została mistrzynią Europy juniorek.  
Rekord życiowy: 56,30 (10 sierpnia 1991, Saloniki). 

## Osiągnięcia
| Rok  | Impreza                     | Miejsce  | Pozycja    | Wynik |
| ---- | --------------------------- | -------- | ---------- | ----- |
| 1991 | Mistrzostwa Europy juniorów | Saloniki | 1. miejsce | 56,30 |